# Thường Thắng
Thường Thắng là một xã thuộc huyện Hiệp Hòa, tỉnh Bắc Giang, Việt Nam.

## Địa lý
Xã Thường Thắng nằm cách trung tâm huyện 4 km, có vị trí địa lý:
- Phía đông giáp xã Danh Thắng
- Phía tây giáp xã Mai Trung
- Phía nam giáp thị trấn Bắc Lý
- Phía bắc giáp thị trấn Thắng và xã Hùng Sơn.

Xã Thường Thắng có diện tích 7,81 km², dân số năm 2023 là 10.806 người, mật độ dân số đạt 1.383 người/km².

## Hành chính
Xã Thường Thắng được chia thành 9 thôn: Dinh Đồng, Đoàn Kết, Đồng Tâm, Hiệp Đồng, Hồng Tiến, Khúc Bánh, Tam Sơn, Thống Nhất, Trong Làng.

## Lịch sử
Tháng 2 năm 1946, thành lập xã Hiệp Thắng trên cơ sở xã Thường Thắng và xã Danh Thắng.
Tháng 10 năm 1954, chia xã Hiệp Thắng thành xã Chiến Thắng và xã Thắng Lợi.
Năm 1971, đổi tên xã Chiến Thắng thành xã Thường Thắng.
Tính đến ngày 31 tháng 12 năm 2018, xã Thường Thắng có 13 thôn: Chợ Thường, Dinh Đồng, Đồng Tâm, Đường Sơn, Hiệp Đồng, Hồng Phong, Khúc Bánh, Tam Sơn, Tân Hiệp, Tân Tiến, Tiến Bộ, Thống Nhất, Trong Làng.
Ngày 11 tháng 7 năm 2019, HĐND tỉnh Bắc Giang ban hành Nghị quyết số 19/NQ-HĐND về việc:
- Sáp nhập thôn Tân Hiệp vào thôn Trong Làng.
- Sáp nhập thôn Tiến Bộ vào thôn Thống Nhất.
- Thành lập thôn Đoàn Kết trên cơ sở thôn Chợ Thường và thôn Đường Sơn.
- Thành lập thôn Hồng Tiến trên cơ sở thôn Hồng Phong và thôn Tân Tiến.

Xã Thường Thắng có 9 thôn: Dinh Đồng, Đoàn Kết, Đồng Tâm, Hiệp Đồng, Hồng Tiến, Khúc Bánh, Tam Sơn, Thống Nhất, Trong Làng.